# Castel Rocchero
Castel Rocchero là một đô thị ở tỉnh Asti vùng Piedmont thuộc Ý, nằm ở vị trí cách khoảng 70 km về phía đông nam của Torino và khoảng 25 km về phía đông nam của Asti. Tại thời điểm ngày 31 tháng 12 năm 2004, đô thị này có dân số 385 người và diện tích là 5,6 km².
Castel Rocchero giáp các đô thị: Acqui Terme, Alice Bel Colle, Castel Boglione, Castelletto Molina, Fontanile và Montabone.